# Lysandra tiphys
Lysandra tiphys är en fjärilsart som beskrevs av Eugen Johann Christoph Esper 1780. Lysandra tiphys ingår i släktet Lysandra och familjen juvelvingar. Inga underarter finns listade i Catalogue of Life.